# Lekkoatletyka na Letnich Igrzyskach Olimpijskich 1936 – pchnięcie kulą mężczyzn

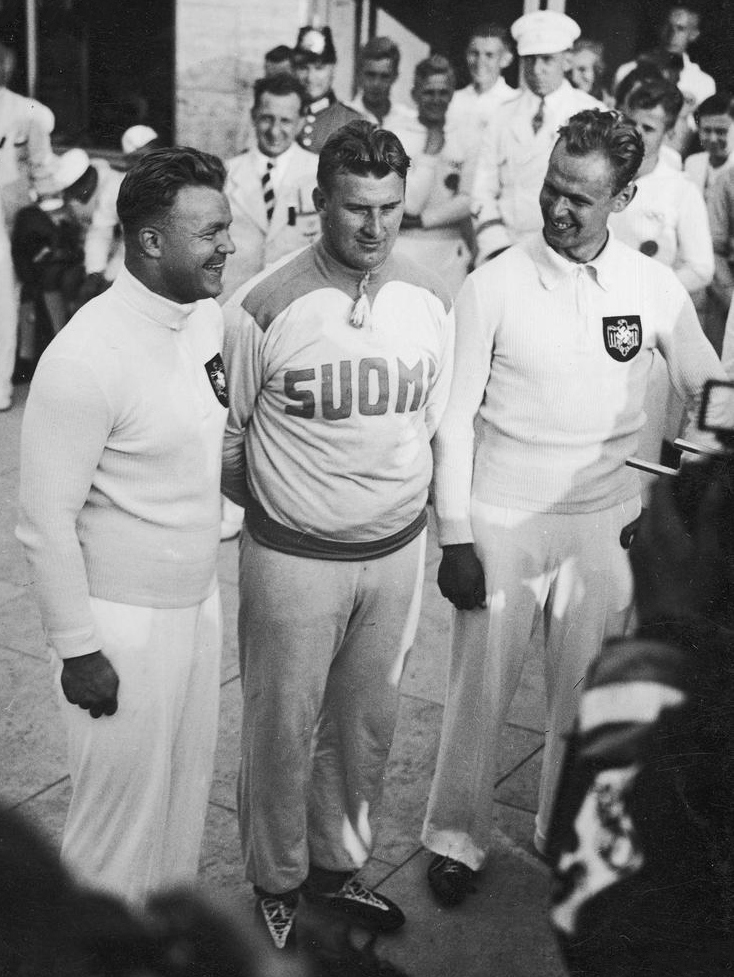
Od lewej: Hans Woellke, Sulo Bärlund i Gerhard Stöck

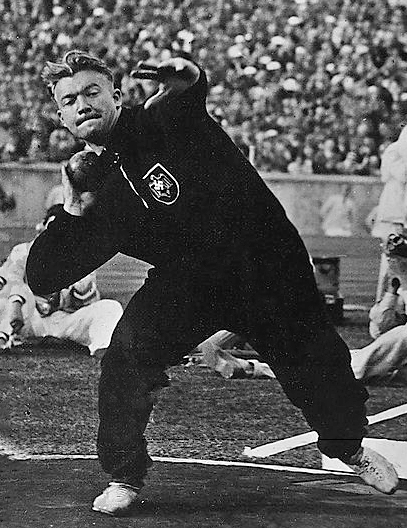
Hans Woellke

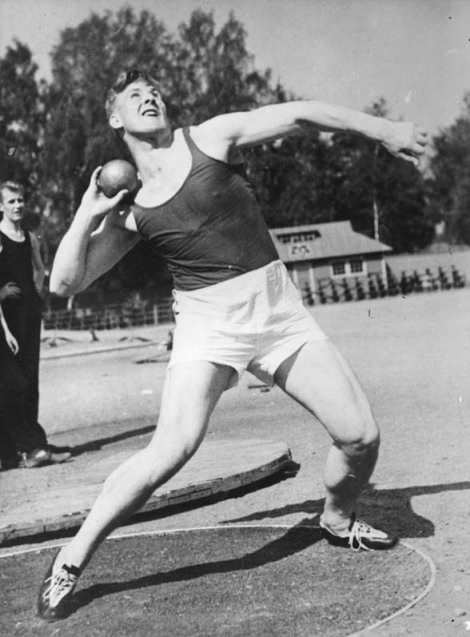
Sulo Bärlund

Pchnięcie kulą mężczyzn było jedną z konkurencji rozgrywanych podczas XI Letnich Igrzysk Olimpijskich. Zostało rozegrane 2 sierpnia 1936 roku na Stadionie Olimpijskim w Berlinie. Wystartowało 22 zawodników z 14 krajów.

## Rekordy
|                   | Zawodnik      | Wynik  | Miejsce     | Data                 |
| ----------------- | ------------- | ------ | ----------- | -------------------- |
| Rekord świata     | Jack Torrance | 17,40  | Oslo        | 5 sierpnia 1934(dts) |
| Rekord olimpijski | Leo Sexton    | 16,005 | Los Angeles | 31 lipca 1932(dts)   |

## Terminarz
| Data            |              | Godzina |
| --------------- | ------------ | ------- |
| 2 sierpnia 1936 | Kwalifikacje | 11:00   |
| 2 sierpnia 1936 | Finał        | 17:30   |

## Wyniki

### Kwalifikacje
Minimum kwalifikacyjne do finału wynosiło 14,50 m. Indywidualne wyniki zawodników nie są znane.
| Pozycja               | Zawodnik          | Państwo    | Wynik | Uwagi |
| --------------------- | ----------------- | ---------- | ----- | ----- |
|                       | Hans Woellke      | III Rzesza |       | Q     |
| Sulo Bärlund          | Finlandia         |            |       | Q     |
| Gerhard Stöck         | III Rzesza        |            |       | Q     |
| Sam Francis           | Stany Zjednoczone |            |       | Q     |
| Jack Torrance         | Stany Zjednoczone |            |       | Q     |
| Dimitri Zaitz         | Stany Zjednoczone |            |       | Q     |
| František Douda       | Czechosłowacja    |            |       | Q     |
| Arnold Viiding        | Estonia           |            |       | Q     |
| Gunnar Bergh          | Szwecja           |            |       | Q     |
| Hans-Heinrich Sievert | III Rzesza        |            |       | Q     |
| Aleksa Kovačević      | Jugosławia        |            |       | Q     |
| József Darányi        | Węgry             |            |       | Q     |
| Risto Kuntsi          | Finlandia         |            |       | Q     |
| István Horváth        | Węgry             |            |       | Q     |
| Karel Hoplíček        | Czechosłowacja    |            |       | Q     |
|                       | Antônio Lyra      | Brazylia   |       |       |
| Abdul Rahim           | Afganistan        |            |       |       |
| Chen Baoqiu           | Chiny             |            |       |       |
| Miroslav Vítek        | Czechosłowacja    |            |       |       |
| Jean Wagner           | Luksemburg        |            |       |       |
| Jules Noël            | Francja           |            |       |       |
| Shizuo Takada         | Japonia           |            |       |       |

### Finał
| Poz. | Zawodnik              | Reprezentacja     | Próby | Próby | Próby | Próby | Próby  | Próby | Wynik | Uwagi |
| Poz. | Zawodnik              | Reprezentacja     | 1     | 2     | 3     | 4     | 5      | 6     | Wynik | Uwagi |
| ---- | --------------------- | ----------------- | ----- | ----- | ----- | ----- | ------ | ----- | ----- | ----- |
| 1.   | Hans Woellke          | III Rzesza        | 15,96 | 14,76 | 15,72 | 15,90 | 16,20  | 14,98 | 16,20 | OR    |
| 2.   | Sulo Bärlund          | Finlandia         | 15,68 | 16,03 | 14,98 | 15,52 | 16,12  | 15,42 | 16,12 |       |
| 3.   | Gerhard Stöck         | III Rzesza        | 15,56 | 15,56 | 15,14 | 15,29 | 14,78  | 15,66 | 15,66 |       |
| 4.   | Sam Francis           | Stany Zjednoczone | 15,45 | 15,09 | 15,09 | x     | 14,57} | 13,61 | 15,45 |       |
| 5.   | Jack Torrance         | Stany Zjednoczone | 15,38 | 14,40 | 15,34 | 14,79 | 14,57  | 14,56 | 15,38 |       |
| 6.   | Dimitri Zaitz         | Stany Zjednoczone | 15,32 | 14,16 | 14,09 | 14,09 | x      | 14,85 | 15,32 |       |
| 7.   | František Douda       | Czechosłowacja    | 15,09 | 15,05 | 15,28 | –     | –      | –     | 15,28 |       |
| 8.   | Arnold Viiding        | Estonia           | 14,72 | 14,31 | 15,23 | –     | –      | –     | 15,23 |       |
| 9.   | Gunnar Bergh          | Szwecja           | 14,83 | 15,01 | 14,51 | –     | –      | –     | 15,01 |       |
| 10.  | Hans-Heinrich Sievert | III Rzesza        | 14,79 | 14,43 | 13,23 | –     | –      | –     | 14,79 |       |
| 11.  | Aleksa Kovačević      | Jugosławia        | 14,74 | x     | 14,27 | –     | –      | –     | 14,74 |       |
| 12.  | József Darányi        | Węgry             | 14,63 | 14,45 | x     | –     | –      | –     | 14,63 |       |
| 13.  | Risto Kuntsi          | Finlandia         | x     | 14,20 | 14,61 | –     | –      | –     | 14,61 |       |
| 14.  | István Horváth        | Węgry             | 13,66 | 14,18 | 14,32 | –     | –      | –     | 14,32 |       |
| 15.  | Karel Hoplíček        | Czechosłowacja    | 14,12 | 13,72 | 13,34 | –     | –      | –     | 14,12 |       |